# Eulaceura jembala
Eulaceura jembala är en fjärilsart som beskrevs av Hans Fruhstorfer 1913. Eulaceura jembala ingår i släktet Eulaceura och familjen praktfjärilar. Inga underarter finns listade i Catalogue of Life.